# Бартоли, Козимо
Козимо Ба́ртоли (итал. Cosimo Bartoli; 20 декабря 1503, Флоренция—25 октября 1572, там же) — итальянский литератор, историк искусства, переводчик, дипломат. Гуманист эпохи Возрождения.

## Биография и творчество
Дворянин и флорентинский академик.
Сперва был секретарём кардинала Джованни де Медичи. Позже состоял на службе у Козимо I, великого герцога Тосканы. Исполнял также обязанности секретаря герцога. В 1560 году был назначен послом Козимо I в Венецию, где издал рукописи своих произведений и переводов зарубежных сочинений.
Козимо Бартоли считается энциклопедистом своего времени.
В 1567 г. в Венеции Бартоли издал книгу «Ragionamenti accademici sopra alcuni luoghi difficili di Dante» («Академические рассуждения по поводу нескольких трудных мест у Данте»). Написанный «лёгким» языком, в форме оживлённой беседы, труд посвящён, главным образом, литературной критике произведений Данте Алигьери.
Большая часть третьей главы («третьего рассуждения») отведена музыке, в частности, вопросам музыкальной эстетики. Вначале Бартоли даёт обзор наиболее заметных композиторов, работающих или недавно работавших при крупнейших аристократических дворах Италии, главным образом, (многочисленных в то время) представителей франко-фламандской школы. В его похвальном списке Жаке Мантуанский, Климент-не-Папа, Киприан де Роре, Якоб Аркадельт, Филипп Вердело, Костанцо Феста, Хенрик Изак, Антуан Брюмель, Жан Мутон, Франческо Кортечча и другие. Деятельность Окегема по свой значимости Бартоли сравнивает с творчеством Донателло, а Жоскена ставит в один ряд с Микеланджело — «тот и другой открыли нашим глазам все цвета, которыми наслаждаются эти [музыка и живопись] искусства». Затем автор переходит к исполнителям, среди которых лютнист Франческо да Милано, струнники Альфонсо делла Виола и Аллесандро Стриджо, органист Моски́но. Суждения и оценки, которые Бартоли дал музыкантам своего времени, представляют собой зачатки нарождающейся художественной критики.

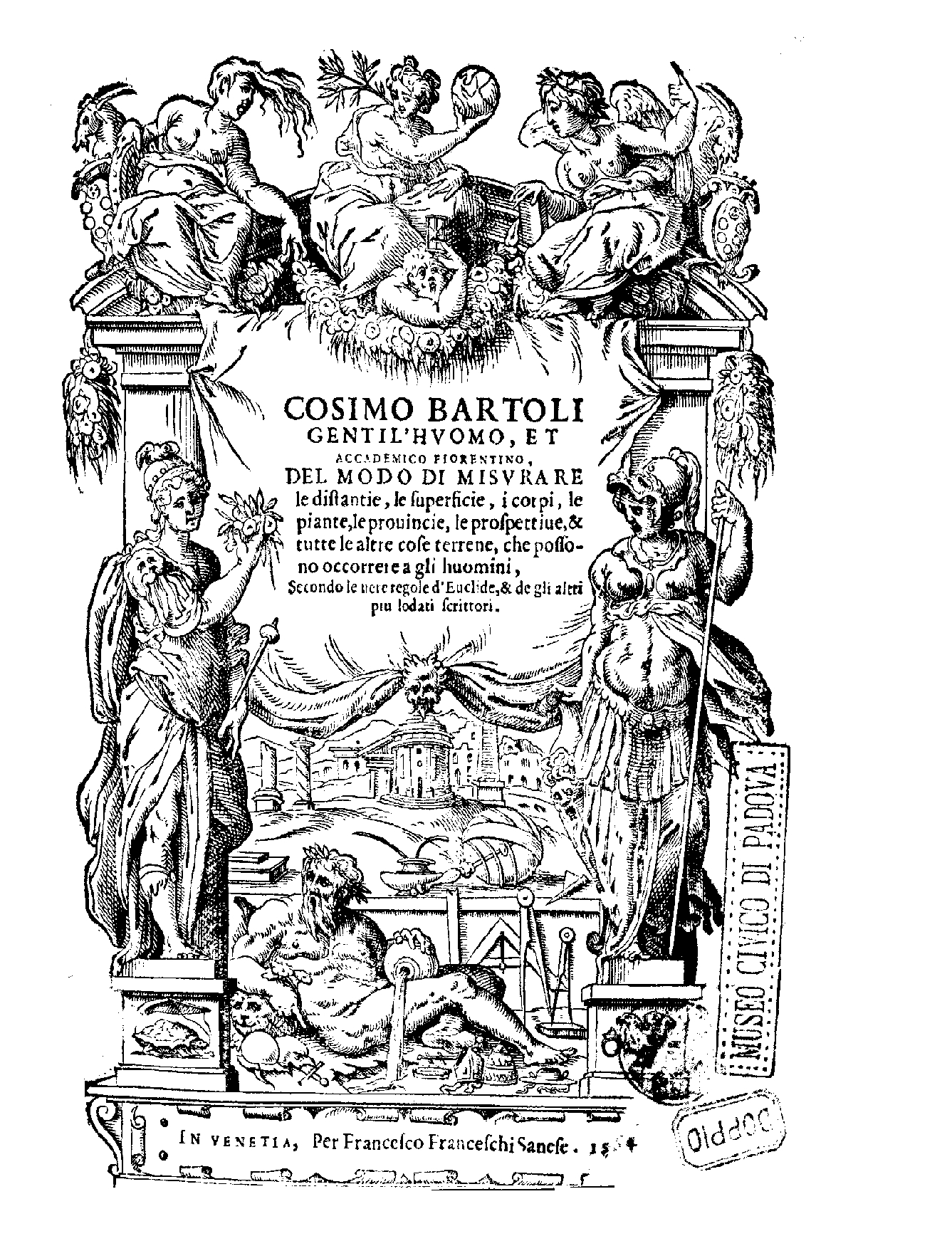
Заглавная страница трактата (1564) Бартоли, посвящённого измерению расстояний, поверхности тел, определению перспектив и др., в соответствии с правилами Евклида

Как это свойственно многим ренессансным гуманистам, Бартоли не ограничивался какой-либо одной наукой, но изучал и трактовал различные темы, в том числе, вопросы геодезии, геометрии, литературы и истории. Провёл ряд математических и оптических исследований, результаты которых были им изложены в «Del modo di misurare le distantie».
Ряд его работ посвящён описанию живописных, архитектурных и скульптурных объектов и являются ценным источником по истории изобразительного искусства во Флоренции периода Чинквеченто. Его литературные произведения созданы, не в последнюю очередь, благодаря тесным личным связям Бартоли с такими художниками и архитекторами, как Микеланджело и Джорджо Вазари.
Среди его переводов работы по архитектуре и живописи Леона Баттисты Альберти («L’architettura» и «Della pittura») и Альбрехта Дюрера.
Лично Бартоли разработан в начале 1550-х годов архитектурный дизайн Палаццо Риказоли и скульптурное оформление сада, прилегающего ко дворцу Франческо Камилиани.

## Избранные труды и переводы
- Del modo di misurare le distantie, le superficie, i corpi, le piante, le provincie, le prospettive & tutte le altre cose terrene, che possono occorrere a gli huomini. Secondo le vere regole d’Euclide & de gli altri più lodati scrittori. Venezia: Francesco de' Franceschi Senese,  1564.
- Ragionamenti accademici sopra alcuni luoghi difficili di Dante. Con alcune Inventioni & significati, & la Tavola di piu cose notabili. Venezia: Francesco de' Franceschi Senese, 1567; глава о музыке в рус. переводе М.В. Иванова-Борецкого.
- Opuscoli morali di Leon Batista Alberti, gentil’huomo fiorentino. Venezia: Francesco de' Franceschi Senese, 1568.
- L’architettura di Leonbattista Alberti. Tradotta in lingua fiorentina da Cosimo Bartoli. Firenze: Torrentino, 1550.